# Kyle Quincey
Kyle Quincey (* 12. August 1985 in Kitchener, Ontario) ist ein kanadischer Eishockeyspieler, der seit August 2018 beim Helsingfors IFK in der finnischen Liiga unter Vertrag steht.

## Karriere

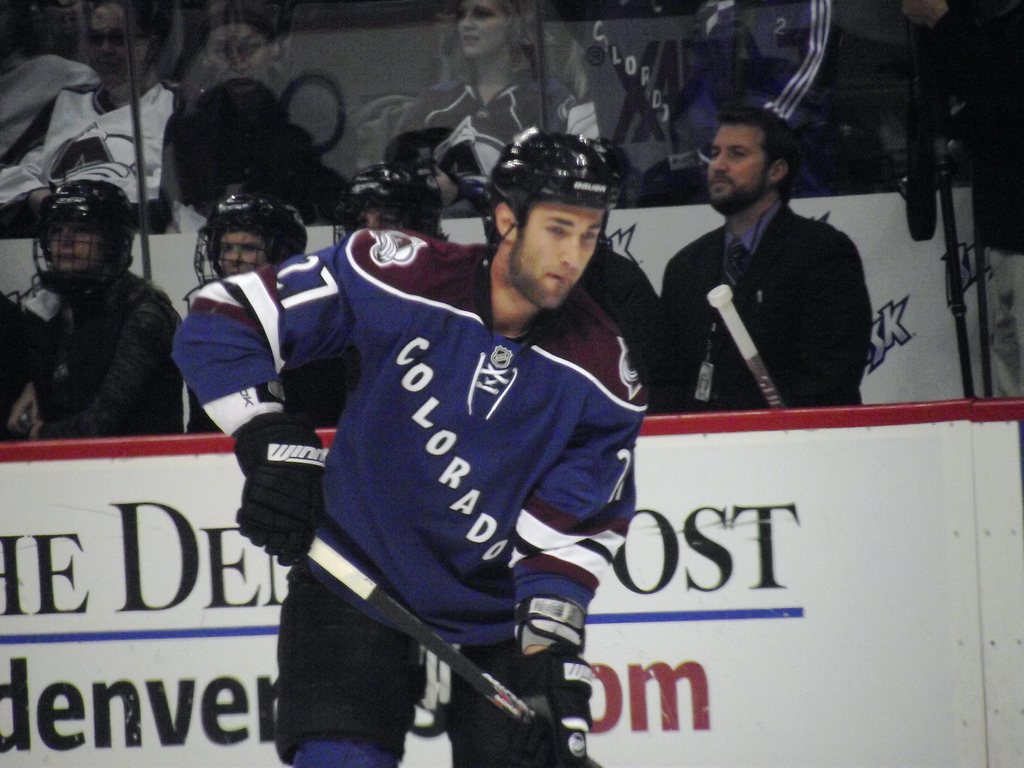
Quincey im Trikot der Colorado Avalanche.

Kyle Quincey begann seine Karriere 2002 in der kanadischen Juniorenliga Ontario Hockey League bei den London Knights. Nach seinem ersten Jahr wurde er im NHL Entry Draft 2003 von den Detroit Red Wings in der vierten Runde an Position 132 ausgewählt. Zu Beginn der Saison 2003/04 wechselte er innerhalb der OHL zu den Mississauga IceDogs. Dort bewies er in den folgenden zwei Jahren seine Qualitäten in der Offensive, aber auch, dass er das körperlich harte Spiel beherrscht. 2004 scheiterte er mit den IceDogs erst im Finale der OHL-Playoffs.
Vor der Saison 2005/06 schloss er sich den Grand Rapids Griffins an, die als Farmteam von Detroit in der American Hockey League fungieren. Quincey spielte eine gute Debütsaison mit 33 Scorerpunkten und erreichte in den Playoffs das Conference-Finale. Außerdem kam er zu seinem ersten Einsatz für Detroit in der National Hockey League.
Im Spieljahr 2006/07 absolvierte er eine etwas schwächere Saison in Grand Rapids und kam erneut für die Detroit Red Wings zum Einsatz, für die er sein erstes NHL-Tore erzielte. Auf Grund von verletzungsbedingten Ausfällen in der Verteidigung während der Playoffs wurde er zum festen Bestandteil des Teams und zog mit den Red Wings bis ins Finale der Western Conference ein.
Im Herbst 2007 konkurrierte Quincey während des Trainingscamps um einen festen Platz im NHL-Kader, brach sich aber die Hand und spielte den Großteil der Saison 2007/08 bei den Grand Rapids Griffins in der AHL, wo er jedoch nicht an die Leistungen der Vorjahre anknüpfen konnte. Erst im Februar 2008 wurde er in der Spielzeit zum ersten Mal in den NHL-Kader berufen, als die Red Wings erneut in der Verteidigung Verletzungsprobleme hatten. Mit 20 Punkten, dem niedrigsten Wert seiner AHL-Karriere, beendete er schließlich seine Saison in Grand Rapids und schloss sich für die Playoffs den Red Wings an, wo er allerdings nicht mehr zum Einsatz kam, als sie den Stanley Cup gewannen.
Vor der Saison 2008/09 konnte sich Quincey erneut nicht für einen Platz im NHL-Kader empfehlen und sollte über die Waiver-Liste erneut in die AHL zum Farmteam geschickt werden, doch die Los Angeles Kings verpflichteten ihn vom Waiver. Nach einer recht erfolgreichen Saison in Kalifornien mit 38 Punkten in 72 Spielen wurde er während der Off-Season zusammen mit Tom Preissing und einen Fünftrunden-Draftpick im Tausch gegen Ryan Smyth nach Denver zur Colorado Avalanche transferiert.
In seinem zweiten Jahr in Denver zog sich der Verteidiger am 11. Dezember 2010 bei einem Spiel gegen die Washington Capitals eine Schulterverletzung zu. Diese Verletzung erforderte eine Operation, die ihn für den Rest der NHL-Saison 2010/11 vom Spielbetrieb ausschloss. Nach gut zweieinhalb Jahren im Team der Avalanche wurde Quincey am 21. Februar 2012 im Tausch für Steve Downie an die Tampa Bay Lightning abgegeben, die ihn unmittelbar gegen ein Erstrunden-Wahlrecht im NHL Entry Draft 2012 und Sébastien Piché zu den Detroit Red Wings transferierten.
Im Oktober 2012 unterschrieb er auf Grund des Lockouts vor Beginn der NHL-Saison 2012/13 einen Vertrag bei den Denver Cutthroats aus der Central Hockey League. Für das vor der Saison neu gegründete CHL-Team lief der Verteidiger in 12 Spielen auf, bevor das Arbeitsverhältnis Anfang Dezember beendet wurde. Quincey blieb schließlich bis zum Sommer 2016 bei den Detroit Red Wings, ehe er im September 2016 als Free Agent zu den New Jersey Devils wechselte. In New Jersey verblieb der Verteidiger allerdings nur ein knappes halbes Jahr, bis ihn die Devils zur Trade Deadline am 1. März 2017 im Tausch für Dalton Prout an die Columbus Blue Jackets abgaben.
In Columbus erfüllte der Abwehrspieler seinen auslaufenden Vertrag bis zum Saisonende. Anschließend wechselte er im Juli 2017 als Free Agent zu den Minnesota Wild, die seinen auslaufenden Vertrag im Sommer 2018 ebenfalls nicht verlängerten. In der Folge entschloss sich Quincey erstmals zu einem Wechsel nach Europa, als er sich im August 2018 dem Helsingfors IFK aus der finnischen Liiga anschloss.

## Erfolge und Auszeichnungen
- 2002 Bronzemedaille bei der World U-17 Hockey Challenge
- 2004 OHL All-Star-Game
- 2005 OHL All-Star-Game
- 2005 OHL Second All-Star-Team

## Karrierestatistik
Stand: Ende der Saison 2017/18

### International
Vertrat Kanada bei:
- World U-17 Hockey Challenge 2002
- Weltmeisterschaft 2012

(Legende zur Spielerstatistik: Sp oder GP = absolvierte Spiele; T oder G = erzielte Tore; V oder A = erzielte Assists; Pkt oder Pts = erzielte Scorerpunkte; SM oder PIM = erhaltene Strafminuten; +/− = Plus/Minus-Bilanz; PP = erzielte Überzahltore; SH = erzielte Unterzahltore; GW = erzielte Siegtore; 1 Play-downs/Relegation; Kursiv: Statistik nicht vollständig)